# Nicomedes IV de Bitinia
Nicomedes IV, conocido como  Nicomedes Filopátor, fue un rey de Bitinia, un antiguo reino de Asia Menor que existió hasta el siglo I a. C. Fue uno de los principales aliados de la República Romana, y mantuvo largos conflictos con Mitrídates VI del Ponto, uno de los más férreos enemigos de Roma. Heredó el reino de su padre, Nicomedes III, y gobernó durante 20 años, desde el 94 hasta el 74 a. C.
No se conoce nada de Nicomedes antes de su ascenso al trono de Bitinia, que heredó a la muerte de su padre. A pesar de que en buena parte de su reinado mantuvo conflictos bélicos, los primeros años de su reinado fueron pacíficos, hasta que Mitrídates VI, cuyo reino era vecino a Bitinia, comenzó a agredir las fronteras del reino.
El hermano de Nicomedes, Sócrates el Bueno, ayudado por Mitrídates derrotó al ejército de Nicomedes en el 90 a. C. y este fue forzado a huir a Italia. No obstante, la influencia romana en la región hizo posible la restauración de Nicomedes en el trono del reino. Sin embargo a insistencia de Roma, Nicomedes volvería a encarar un conflicto con Mitrídates, quien atacaría Bitinia de nuevo en el año 88 a. C., forzando a Nicomedes a huir de nuevo hacia Roma.
Debido a los fuertes nexos con Roma, su pedido de ayuda fue respondido por ésta, al enviar al cónsul Lucio Cornelio Sila a Asia Menor, iniciando la primera guerra mitridática. El conflicto duró aproximadamente tres años, hasta que en 85 a. C., Mitrídates buscó la paz, y se le permitió retener su reinado en el Ponto a cambio de una fuerte fianza.
En 84 a. C., Nicomedes fue restaurado en el trono de Bitinia, y los años que le siguieron fueron relativamente pacíficos, con una injerencia constante y creciente de Roma en los asuntos internos. En 80 a. C., el joven Julio César fue enviado como embajador a la corte de Nicomedes. Su estancia en Bitinia generó fuertes rumores de que ambos –Julio César y Nicomedes- fueron amantes, lo cual motivó a los adversarios políticos de Julio César a llamarle «Reina de Bitinia», incluso tiempo después de su estancia en el reino.
Uno de los últimos actos como rey de Bitinia, en 74 a. C., Nicomedes legó su reino entero a Roma y el Senado Romano rápidamente votó por integrar a Bitinia como una nueva provincia. No obstante, Mitrídates trató de proclamar para sí el reino a la muerte de Nicomedes, lo cual provocó directamente la tercera guerra mitridática.
De esta manera, Nicomedes IV fue el último rey de Bitinia.
| Predecesor: Nicomedes III EvergetesSócrates de Bitinia | Rey de Bitinia 94 a. C. - 90 a. C.84 a. C. - 74 a. C. | Sucesor: Sócrates de Bitiniaanexión romana (provincia romana de Bitinia y el Ponto) |